# Milford Sound

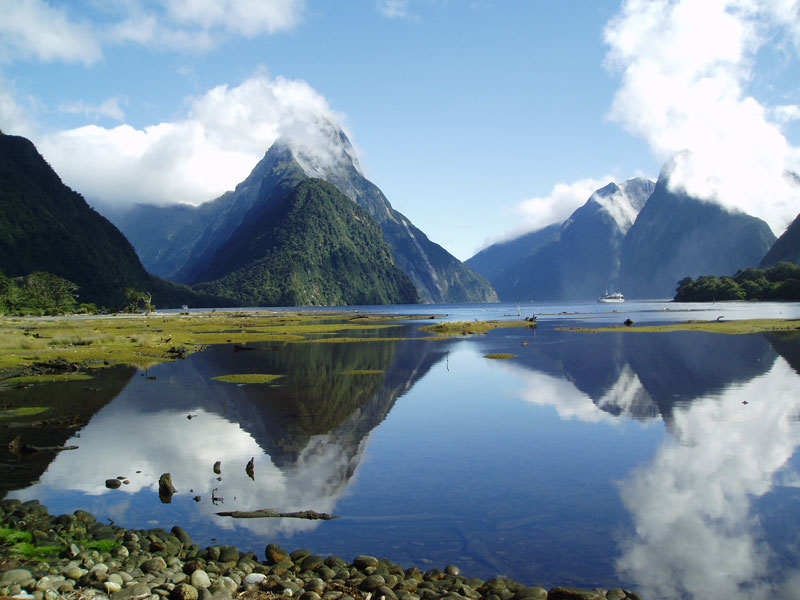
Milford Sound.

Milford Sound (em maori Piopiotahi) é um fiorde na ilha Sul, na Nova Zelândia, cavado pelo degelo nas montanhas e pela ação do vento. É o principal ponto turístico natural da Nova Zelândia.
O fiorde se encontra no segundo ponto mais pluvioso do mundo e tem seu ponto culminante no Pico Mitre, a 1692 metros de altitude.
É o mais famoso dos 15 fiordes que compõem o Parque Nacional de Fiordland, que está sendo analisado para se tornar parte da lista de Patrimônios da Humanidade da UNESCO.
Geografia
Como um fiorde, Milford Sound foi formado por um processo de glaciação ao longo de milhões de anos. A vila no final do fiorde também é conhecida como Milford Sound.
Milford Sound corre 15 quilômetros para o interior do Mar da Tasmânia em Dale Point (também nomeado após um local próximo a Milford Haven, no País de Gales) - a foz do fiorde - e é cercado por rochas íngremes que se elevam 1.200 metros (3.900 pés) ou mais Em ambos os lados. Entre os picos estão o Elefante, com 1.517 metros (4.977 pés), que se diz assemelhar-se à cabeça de um elefante,[11] e O Leão, 1.302 metros (4.272 pés), na forma de um leão agachado.[12]

Milford Sound ostenta duas cachoeiras permanentes, Lady Bowen Falls e Stirling Falls. Depois de fortes chuvas, cachoeiras temporárias podem ser vistas descendo pelas encostas rochosas íngremes que margeiam o fiorde. Eles são alimentados por musgo encharcado de água da chuva e durarão no máximo alguns dias quando a chuva parar.